# O'Brien Provincial Park
O'Brien Provincial Park är en park i Kanada.   Den ligger i provinsen Alberta, i den centrala delen av landet, 3 200 km väster om huvudstaden Ottawa. O'Brien Provincial Park ligger 535 meter över havet.
Terrängen runt O'Brien Provincial Park är huvudsakligen platt. O'Brien Provincial Park ligger nere i en dal. Närmaste större samhälle är Grande Prairie, 11,2 km norr om O'Brien Provincial Park. 
I omgivningarna runt O'Brien Provincial Park växer i huvudsak blandskog. Trakten runt O'Brien Provincial Park är nära nog obefolkad, med mindre än två invånare per kvadratkilometer.